# Jeff Hanneman
Jeffrey John Hanneman (Oakland, 31 gennaio 1964 – Los Angeles, 2 maggio 2013) è stato un chitarrista statunitense, cofondatore del gruppo musicale thrash metal Slayer.

## Biografia
Di origini tedesche, crebbe a Long Beach, in California, in una famiglia composta da numerosi veterani di guerra. Il padre era reduce dello sbarco in Normandia, mentre i fratelli reduci della Guerra del Vietnam. Questo accrebbe l'interesse di Hanneman verso tutto ciò che riguardava gli eventi bellici del XX secolo e relativi oggetti di memorabilia che collezionò.
Iniziò ad interessarsi anche al rock e all'heavy metal, imparando a suonare la chitarra sotto l'influenza di Led Zeppelin, Aerosmith, Jeff Beck, Iron Maiden e Judas Priest. Con il tempo maturò anche una grande passione verso l'hardcore punk dei Minor Threat, Misfits, The Exploited, Verbal Abuse, G.B.H., Dead Kennedys e Black Flag. Più tardi, insieme al chitarrista Kerry King, fondò gli Slayer. Nel gruppo, Hanneman rivestì anche il ruolo di autore di buona parte delle musiche dei brani, tra cui Angel of Death, South of Heaven, War Ensemble e Seasons in the Abyss, e negli ultimi tempi si occupò anche della stesura dei testi.
Nel 1997 Hanneman sposò Kathryn, che aveva conosciuto nei primi anni ottanta.
Hanneman confessò di apprezzare gli stili artistici tipici dell'epoca nazista, ma senza proclamarsi un seguace del nazionalsocialismo. Nonostante avesse idee conservatrici e abbia sostenuto la politica di George W. Bush, non apparteneva alle ideologie più radicali della destra.

### Malattia e la morte
Agli inizi del 2011 Hanneman contrasse una fascite necrotizzante dovuta ad una morsicatura di ragno. Alla luce della situazione delle condizioni del chitarrista e per l'imminente partecipazione degli Slayer al Soundwave Festival, il gruppo decise di esibirsi dal vivo senza di lui, e decisero di reclutare il chitarrista degli Exodus Gary Holt. In alcune date, Pat O'Brien dei Cannibal Corpse sostituì Holt a causa degli impegni di quest'ultimo con gli Exodus.
Nonostante Tom Araya avesse annunciato nel 2012 un miglioramento delle condizioni di salute di Hanneman, nel febbraio 2013 Kerry King rivelò che il chitarrista continuava a manifestare gravi problemi di salute che gli impedivano di lavorare con gli Slayer. Hanneman morì il 2 maggio 2013 a causa di un'insufficienza epatica in un ospedale di Los Angeles vicino alla sua casa a Inland Empire. Una settimana più tardi, i rimanenti componenti del gruppo affermarono però che la causa della morte di Hanneman fu in realtà una cirrosi epatica, che il chitarrista aveva contratto dopo anni di dipendenza dall'alcool.

## Stile ed influenze
Le influenze musicali di Hanneman includevano i primi gruppi heavy metal e punk rock, che portarono alla realizzazione dell'album Undisputed Attitude. I suoi assoli, insieme a quelli di King, venivano definiti come "selvaggiamente caotici", e molti di questi, presenti in album come Hell Awaits e Reign in Blood, presentavano melodie che spesso richiamavano le urla delle vittime delle canzoni. Hanneman (così come anche King) fu classificato al decimo posto della classifica stilata da Guitar World relativa ai 100 migliori chitarristi heavy metal di tutti i tempi. Lo stile di assolo di Hanneman lo distingueva da quello di King, a causa del suo frequente utilizzo del pickup al manico, rendendo i suoi assoli leggermente più melodici di quelli di King, ma pur mantenendo un'atmosfera caotica.

## Discografia

### Con gli Slayer
- 1983 – Show No Mercy
- 1985 – Hell Awaits
- 1986 – Reign in Blood
- 1988 – South of Heaven
- 1990 – Seasons in the Abyss
- 1994 – Divine Intervention
- 1998 – Diabolus in Musica
- 2001 – God Hates Us All
- 2006 – Christ Illusion
- 2009 – World Painted Blood

### Collaborazioni
- 1997 – Fleshcrawl – Bloodred Massacre
- 2005 – Alan Silvestri – Judment Night